# Área técnica

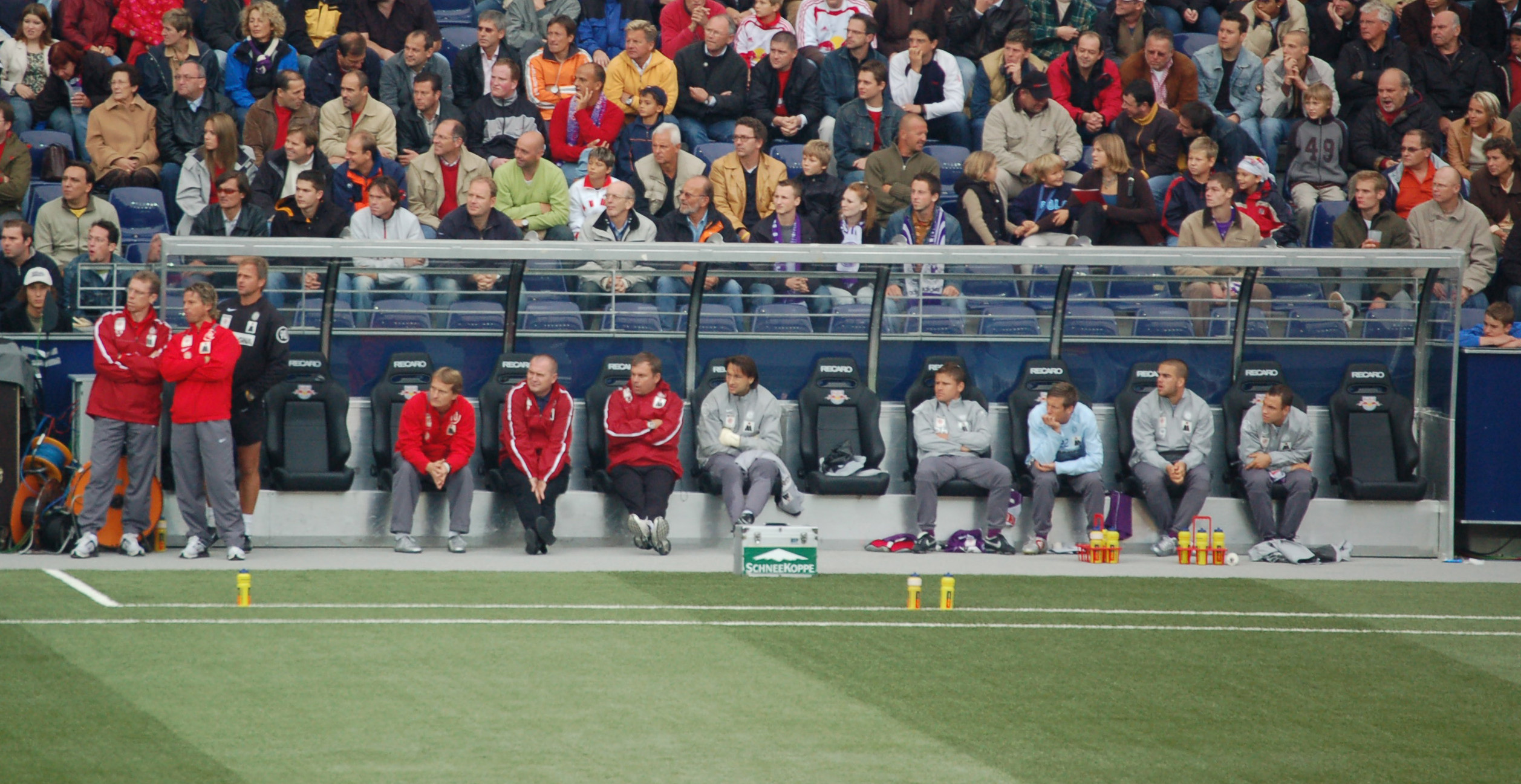
Área técnica y banquillo del Austria Viena durante un partido de marzo de 2005.

En fútbol, el área técnica es el espacio que el entrenador y sus ayudantes tienen permitido ocupar durante los partidos. Ellos pueden permanecer de pie o sentados, el área técnica contiene el banquillo que ocupa el personal técnico y los jugadores suplentes. 
El primer estadio de fútbol con área técnica fue el Pittodrie Stadium hogar del Aberdeen FC, donde se introdujeron en la década de 1920 por el entrenador Donald Colman, que quería acercarse al terreno de juego a observar sus jugadores, sin sacrificar la vista desde la tribuna.
El área técnica está marcada por una línea blanca, que varía en tamaño, pero siempre "un metro a ambos lados de la zona designada para el banquillo y ampliándose hasta un metro de la línea lateral", según a la Reglas del fútbol. Los entrenadores no pueden cruzar la línea lateral durante el partido, el cuarto árbitro les restringe el paso para que no se acerquen demasiado al lateral del campo, así como a los jugadores suplentes que calientan en los laterales del terreno.